# Unione internazionale degli istituti di archeologia
L'Unione internazionale degli istituti di archeologia, storia e storia dell'arte in Roma è un'associazione che opera nel campo della ricerca archeologica, storica e storico artistica. Fondata il 6 febbraio 1946 come interlocutore internazionale con lo scopo di far rientrare in Italia le biblioteche di quattro importanti istituti umanistici tedeschi (la Bibliotheca Hertziana, l'Istituto archeologico germanico di Roma, l'Istituto storico germanico di Roma e l'Istituto storico germanico di Storia dell'arte di Firenze), che erano state trasferite in Germania tra la fine del 1943 e l'inizio del 1944, l'Unione conserva la vocazione di promuovere la cooperazione tra gli istituti di ricerca che la compongono (attualmente 38) e svolge un'attività di coordinamento fra di essi. Inoltre organizza convegni e conferenze e pubblica dal 1959 la rivista Annuario (ISSN: 0501-185X).

## Organizzazione
L'Unione è retta da un Comitato di presidenza composto da cinque membri, uno in qualità di presidente, eletto dall'assemblea per la durata di due anni, e quattro in qualità di consiglieri. Vi sono poi il segretario generale, il tesoriere, due revisori dei conti e una segreteria operativa che attualmente ha sede presso la Escuela Española de Historia y Arqueología en Roma, in via di Sant'Eufemia 13.

## Gli istituti
Fanno parte dell'Unione gli istituti culturali dei seguenti stati: Austria, Belgio, Città del Vaticano, Danimarca, Finlandia, Francia, Germania, Gran Bretagna, Italia, Norvegia, Paesi Bassi, Polonia, Repubblica Ceca, Repubblica Slovacca, Romania, Spagna, Stati Uniti d'America, Svezia, Svizzera, Ungheria.
Sono membri dell'Unione i seguenti istituti italiani:
- Accademia Nazionale dei Lincei
- Giunta centrale per gli studi storici
- Istituto Italiano di Numismatica
- Istituto italiano per la storia antica
- Istituto nazionale di archeologia e storia dell'arte
- Istituto nazionale di studi romani onlus
- Istituto per la storia del Risorgimento italiano e Museo centrale del Risorgimento
- Istituto storico italiano per il Medio Evo
- Istituto storico italiano per l'età moderna e contemporanea
- Società romana di storia patria

Sono membri dell'Unione i seguenti istituti non italiani:
- Österreichische Akademie des Wissenschaftern – Istituto storico austriaco a Roma

- Academia Belgica
- Pontificia accademia romana di archeologia
- Pontificio Istituto di Archeologia Cristiana
- Det Danske Institut for Videnskab og Kunst i Rom – Accademia di Danimarca
- Institutum Romanum Finlandiae
- Académie de France à Rome – Accademia di Francia a Roma
- École française de Rome  – Scuola francese a Roma
- Accademia tedesca di Roma – Villa Massimo
- Bibliotheca Hertziana – Max-Planck-Institut für Kunstgeschichte – Istituto Max Planck per la Storia dell’arte
- Deutsches Archäeologische Institut – Rom – Istituto archeologico germanico – Roma
- Deutsches Historisches Intitut in Rom – Istituto storico germanico di Roma
- Römisches Institut der Görres-Gesellschaft – Istituto romano della Görres-Gesellschaft
- British School at Rome – Scuola britannica a Roma
- Det Norske Institut i Roma – Istituto di Norvegia in Roma
- Koninklijk Nederlands Intituut Rome – Reale Istituto neerlandese di Roma
- Stacja Naukowa Polskiej Akademii Nauk w Rzymie – Centro di studi dell’Accademia polacca delle Scienze a Roma – Accademia polacca
- Český historický ústav v Římě – Istituto storico ceco di Roma
- Slovenský historický ústav v Ríme Archiviato il 21 agosto 2021 in Internet Archive. – Istituto storico slovacco di Roma
- Accademia di Romania in Roma Archiviato il 12 settembre 2017 in Internet Archive.
- Escuela Española de Historia y Arqueología en Roma
- Real Academia de España en Roma – Reale Accademia di Spagna a Roma
- American Academy in Rome – Accademia americana a Roma
- Svenska Institutet i Rom – istituto svedese di studi classici a Roma
- Schweizerisches Institut in Rom – Institut suisse de Rome – Istituto svizzero di Roma
- Istituto storico “Fraknói” presso l’Accademia d’Ungheria in Roma

Sono membri dell'Unione i seguenti istituti internazionali:
- Associazione internazionale di archeologia classica – International Association for Classical Archaeology – Association internationale d’archéologie classique
- Institutum Historicum Ordinis Praedicatorum – Istituto storico domenicano